# 喜羊羊与灰太狼之虎虎生威
《喜羊羊与灰太狼之虎虎生威》（英語：Pleasant Goat and Big Big Wolf — Desert Trek: The Adventure of the Lost Totem，粤语版片名为《喜羊羊与灰太狼之虎胆羊威》）是电视动画片《喜羊羊与灰太狼》的第二部电影版，于2010年1月29日在中国大陆公映，并于2010年2月13日在香港上映，2010年12月24日在澳门上映。

## 簡介
羊村的大白菜發明一千周年紀念日到了，為了紀念這天，羊村在晚上舉行了個晚會。但同時，狼族的涮羊肉發明一千周年紀念也到了，牠們決定在當晚將羊村的羊抓起來做涮羊肉。不料當天的晚會開始時出現了一名不速之客，那就是虎威太歲，牠以國際動物理事會會長的權利打算將羊村改建成遊樂場，甚至連狼堡也遭殃被改建成了公共廁所了。而且還將青青草原的動物們變成遊樂園的員工，還只給動物們二小時的休息時間，於是喜羊羊在慢羊羊村長的指示下決定去尋找傳說中守護羊族的無敵圖騰。

## 登场人物

### 國語版
- 祖麗晴——喜羊羊
- 張　琳——灰太狼
- 鄧玉婷——美羊羊／暖羊羊
- 劉紅韻——沸羊羊
- 梁　穎——懒羊羊／小灰灰
- 高全勝——慢羊羊/包包大人
- 趙娜——红太狼/兔子
- 賈譯——虎威太岁
- 郭語——壁虎军师
- 陶傑——獅身狼面像
- 石安——獅身羊面像
- 黃旭明——阿豹

### 粵語版
- 謝天華——灰太狼
- 鄧麗欣——红太狼
- 王祖藍——壁虎军师
- 麥長青——虎威太岁
- 曾佩儀——喜羊羊
- 李秀蘭——美羊羊
- 林芷筠——懒羊羊
- 曾秀清——沸羊羊
- 黃志明——慢羊羊
- 程文意——暖羊羊
- 黃旭明——阿豹
- 吳敏熹——小灰灰
- 陶傑——獅身狼面像
- 石安——獅身羊面像
- 蘇永樂——包包大人

## 電影原聲帶
电影原声带于2010年6月29日正式發行。
- 曲目：

1. 大家一起喜羊羊(國) (周筆暢)
2. 左手右手 (楊沛宜)
3. 我愛平底鍋 (鄭中基)
4. 夢見果凍 (李巍)
5. 我愛灰太狼 (鄧麗欣)
6. 大家一起喜羊羊(粵) (周筆暢)
7. 狼族誓師 (配樂)
8. 不速之客 (配樂)
9. 虎威太歲 (配樂)
10. 遊樂場 (配樂)
11. 夜行 (配樂)
12. 茫茫沙漠 (配樂)
13. 平底鍋的威力 (配樂)

## 作品的變遷
| 廣東原創動力文化傳播有限公司          | 廣東原創動力文化傳播有限公司            | 廣東原創動力文化傳播有限公司 |
| ------------------------------------- | --------------------------------------- | ---------------------------- |
|                                       | 喜羊羊與灰太狼之虎虎生威 (2010.01.29)   |                              |
| 喜羊羊與灰太狼之牛氣冲天 (2009.01.16) | 喜羊羊與灰太狼之兔年頂呱呱 (2011.01.21) |                              |